# Buseca
Buseca es el nombre dado a una especie de guiso muy común en los países rioplatenses de Argentina, Paraguay y Uruguay. Es originario de Italia (región de Lombardía). En el dialecto de Varese se habla de «büsèca» (de cierto germánico regional antiguo gebütze: "vísceras"). Es una preparación suculenta semejante a los llamados callos a la madrileña, plato típico por excelencia de la gastronomía española.
Sin embargo también se asocia a la gastronomía afro-rioplatense, ya que sus mismos ingredientes eran sustento de los esclavos de Uruguay.
En la buseca los ingredientes principales son el mondongo del estómago vacuno (u otro rumiante) cortado en trozos muy pequeños y papas, más algunas legumbres como las lentejas, porotos, etcétera. También puede llevar carne de cerdo, como las patas y el cuero, varias especias entre las que se destacan los ajíes y embutidos como los chorizos. Suele incluir tomates, que dan a este plato un color característico. A diferencia de muchos otros guisos, la buseca se hace hervir hasta el punto en que los ingredientes están aún sólidos pero con el caldo muy espeso.
Dado el alto grado de calorías, la buseca se consume principalmente en los días fríos, generalmente acompañada con vino tinto. Existen, según las regiones, diversas recetas.
Es una de las recetas más famosas de la gastronomía campesina de la región lombarda y antiguamente se llamaba a los milaneses despectivamente como “busecconi”, literalmente “come tripa”.